# Vladimir Bystrov
Vladimir Vitaljevitj Bystrov (på russisk Владимир Витальeвич Быстров) (født 31. januar 1984 i Luga, Sovjetunionen) er en russisk fodboldspiller, der spiller som kantspiller / wing hos Tosno. 

## Landshold
Bystrov står (pr. april 2018) noteret for 47 kampe og fire scoringer for det russiske landshold, som han debuterede for i 2004. Han var en del af den russiske trup til EM i 2004 og EM i 2008.